# Concerto para violoncelo (Elgar)

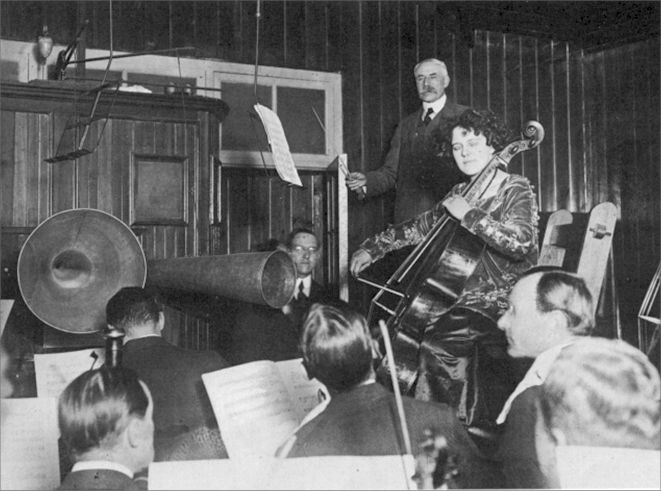
Elgar e Beatrice Harrison na gravação do concerto para violoncelo (1920).

O Concerto para violoncelo, Opus 85 foi a última obra de impacto composta pelo Sir Edward Elgar. Elgar compôs essa obra sob a influência do pós-guerra (Primeira Guerra Mundial), onde sua música já era considerada antiquada para o público frequentador de concertos daquela época. Ao contrário da sua obra Concerto para violino, considerada lírica e envolvente, boa parte desta obra é composta de temas contemplativos e melancólicos.
A primeira exibição dessa obra foi considerada desastrosa, pois Elgar e os músicos envolvidos não tiveram tempo de ensaio suficiente. A obra não atingiu popularidade até a década de 1960, onde a interpretação da violoncelista Jacqueline du Pré ressuscitou a obra, tornando-a um best-seller. Elgar realizou duas gravações dessa obra com a violoncelista Beatrice Harrison como solista.

## História
Elgar compôs essa peça composta durante o verão de 1919 em seu chalé "Brinkwells", próximo a Fittleworth, Sussex, onde nos anos anteriores ele presenciou o som da artilharia da primeira guerra mundial ecoando da França à noite no Canal da Mancha. Em 1918 Elgar passou por um procedimento cirúrgico em Londres para remover uma amígdala inflamada, o que na época era uma cirurgia delicada para um homem de 61 anos. Logo após a cirurgia, após acordar dos sedativos, Elgar pediu papel e caneta, e nesse momento ele escreveu a melodia que se tornaria o primeiro tema da peça. Elgar e sua esposa se mudaram para o chalé na intenção de se recuperar de seus problemas de saúde. Em 1918, Elgar compôs 3 peças para câmara, onde a sua esposa notou uma grande diferença dessas obras com obras compostas anteriormente pelo Elgar, e logo após as suas primeiras apresentações na primavera de 1919, Elgar começou a efetivar a ideia do concerto para violoncelo.

## Cinema
Devido a grande paixão da violoncelista Jacqueline Du Pré pelo Concerto para Violoncelo de Elgar, esta obra fez parte da discografia e foi tema do filme Hilary e Jackie. Filme esse que aborda a vida e obra de Jacqueline Du Pré da perspectiva da sua irmã, a flautista Hilary Du Pré, e do seu irmão Piers Du Pré. O Concerto para Violonceto tem parte do seu primeiro movimento tocado proeminentemente em diversas cenas ao longo de todo o filme.

## A obra em detalhes
Essa obra foi composta para violoncelo solo, 2 flautas, 2 oboés, 2 clarinetes, 2 fagotes, 4 trompas, 2 trompetes, 3 trombones, tuba, timpani, e  instrumentos de corda.

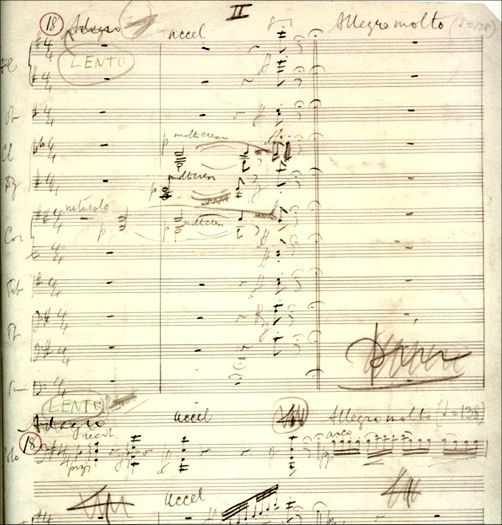
Fragmento do manuscrito do início do segundo movimento

A obra possui quatro movimentos movimentos:
1. Adagio — Moderato (aproximadamente. 8:00)
2. Lento — Allegro molto (aproximadamente. 4:30)
3. Adagio (aproximadamente. 4:50)
4. Allegro — Moderato — Allegro, ma non-troppo — Poco più lento — Adagio. (aproximadamente. 11:30)

O primeiro movimento inicia recivativo como o solo do violoncelo, seguido de imediato por uma elegante resposta dos clarinetes, fagotes e trompetes.
Seguida por uma escala Ad libitum tocada pelo violoncelo solo. A seção das violas apresenta uma rendição do tema principal em moderato, passando para o solo de violoncelo que o repete, majestosamente criando um melancólico e elegante diálogo entre esses instrumentos. Elgar, tomado pela melancolia no final de sua vida, considerava essa melodia como sendo a sua própria melodia: "após a minha morte, se você escutar alguém assoviando essa melodia pelo Malvern, esse serei eu."

A terceira seção toca o tema pela terceira vez e o violoncelo solo conduz uma resposta em fortissimo. A orquestra reitera e o violoncelo apresenta o tema pela última vez antes de conduzir a peça diretamente para uma seção lírica intermediária em mi maior. 
 Levando a uma repetição similar a da primeira seção. Essa seção omite o tema modificado em fortissimo do violoncelo solo.

O segundo movimento inicia com um rápido crescendo com acordes em pizzicato no violoncelo. Em seguida, o violoncelo solo toca o que se tornará o motivo principal da seção em allegro 
 acompanhado por acordes em pizzicato e uma discreta cadência. Um ritardando conduz diretamente a uma seção scherzo, que permanece até o final do segundo movimento.

O terceiro movimento começa com uma melodia lírica e um tema que segue todo o movimento. 
 O final do terceiro movimento leva diretamente ao finale (mais uma vez, sem pausa). O quarto movimento começa com mais um rápido crescendo e termina com fortissimo. O violoncelo solo acompanha, mais uma vez, com elementos seções recitativas e cadências. O tema principal do quarto movimento é nobre e imponente, mas com voz baixa e muitas mudanças de tonalidade. 
Próximo ao final da obra, o andamento é reduzido para uma seção più lento, na qual um novo conjunto de temas aparecem. 
 O andamento é reduzido mais uma vez, para o andamento do terceiro movimento, e o tema deste movimento é restabelecido. Esse andamento continua diminuindo até estagnar. Então, no final da peça, o recitativo do primeiro movimento é tocado mais uma vez. Isso conduz a uma reiteração do tema principal do quarto movimento, criando uma certa tensão até os três acordes finais, onde a peça é encerrada apoteoticamente.

## Interpretações
Após a visibilidade criada pela marcante performance da Jacqueline du Pré, esta obra foi explorada por diversos intérpretes de renome internacional, tanto em estúdio quanto em salas de concertos. Entre os principais artistas encontram-se os grandes nomes:
- Pablo Casals
- Paul Tortelier
- Mstislav Rostropovich
- Sol Gabetta (Inglês)
- Mischa Maisky
- Yo-Yo Ma
- Maria Kliegel (Inglês)
- Shauna Rolston (Inglês)
- Julian Lloyd Webber
- Alisa Weilerstein (Inglês)

No ano de 1985 o violoncelista britânico Julian Lloyd Webber gravou o concerto com a Royal Philharmonic Orchestra dirigida pelo maestro Yehudi Menuhin. Essa gravação foi considerada pelo musicólogo e profundo conhecedor da vida e obra do Elgar, Jerrold Northrop Moore, como a "mais elegante interpretação já gravada" para a BBC Music Magazine e ganhou o Brit Award de "Melhor Gravação de Música Clássica" em 1985.